# Fumizuki (destroyer)
Le Fumizuki (文月) est un destroyer de la classe Mutsuki construit pour la Marine impériale japonaise pendant les années 1920.

## Historique
Au moment de l'attaque sur Pearl Harbor, le Fumizuki rejoint le 22e division de la 5e escadron de destroyers (3e flotte), déployée depuis le district de garde de Mako (Pescadores) dans le cadre de la force d'invasion japonaise pour l'opération M, au cours duquel il assiste les débarquements des forces japonaises dans le golfe de Lingayen et à Aparri.
Au début de 1942, le Fumizuki escorte des convois de troupes vers l'Indochine française pour l'opération E (invasion de la Malaisie) et l'opération J (invasion de Java, Indes orientales néerlandaises) en février. À partir du 10 mars 1942, il est réaffecté à la Flotte de la région sud-ouest (Southwest Area Fleet) et escorte des convois de troupes entre Singapour et autour des Indes orientales néerlandaises occupées. Il retourne à l'arsenal naval de Sasebo pour des réparations le 17 juin, rejoignant la flotte au début de septembre.
Le 16 septembre, le Fumizuki est gravement endommagé après une collision avec le transport Kachidoki Maru (en) dans le détroit de Taïwan, l'obligeant à retourner à Sasebo pour des réparations qui s'achèvent au début de 1943.
À la fin de janvier 1943, le Fumizuki escorte le transport d'hydravions Kamikawa Maru de Sasebo aux Shortland via Truk et Rabaul, couvrant au mois de février l'opération Ke (évacuations des troupes de Guadalcanal). Le 25 février, le Fumizuki est réaffecté dans la 8e flotte. Le destroyer participe à plusieurs missions de transport de troupes « Tokyo Express » à travers les îles Salomon jusqu'à la fin du mois d'avril, étant endommagé par mitraillage à deux reprises à Finschhafen en mars et à Kavieng en avril.
Le Fumizuki fait route à l'arsenal naval de Yokosuka qu'il atteint le 4 mai. Après les réparations achevées le 20 août, il escorte des convois entre Sasebo, Saipan, Truk et Rabaul. De septembre à janvier 1944, le destroyer effectue de nombreux « Tokyo Express », évacuant les troupes de Kolombangara et de Vella Lavella et débarquant des troupes à Buka, Bougainville et dans diverses régions de la Nouvelle-Guinée.
Le 2 novembre, le Fumizuki est mitraillé lors d'un raid aérien de l'US Navy sur Rabaul, tuant six membres d'équipage et en blessant quatre autres. Le navire est de nouveau endommagé lors d'un raid aérien près de Kavieng dans la nuit du 4 janvier 1944.
Alors qu'il est basé à Truk le 17 février 1944, le Fumizuki est torpillé par un Grumman TBF Avenger lors de l'opération Hailstone. Le navire coula le lendemain à la position géographique 7° 24′ N, 151° 44′ E. 29 membres d'équipage furent tués dans cette attaque.
Le Fumizuki est rayé des listes le 31 mars 1944.